# Echinorhynchus orientalis
Echinorhynchus orientalis är en hakmaskart som beskrevs av Kaw 1951. Echinorhynchus orientalis ingår i släktet Echinorhynchus och familjen Echinorhynchidae. Inga underarter finns listade i Catalogue of Life.